# Pisum pumilio
Pisum pumilio là một loài thực vật có hoa trong họ Đậu. Loài này được (Meikle) Greuter miêu tả khoa học đầu tiên năm 1973.